# Incidente del Wingfoot Air Express
L'incidente del dirigibile Wingfoot Air Express è stato un incidente aereo verificatosi il 21 luglio 1919, quando un dirigibile si schiantò a Chicago sull'Illinois Trust and Savings Building.
Il dirigibile, di proprietà della Goodyear Tire and Rubber Company, stava trasportando due persone dal Grant Park di Chicago al parco divertimenti di White City della stessa città. In quello che fu all'epoca il più grave incidente riguardante un dirigibile su territorio statunitense, trovarono la morte un membro dell'equipaggio, i 2 passeggeri e ben 10 impiegati della banca che si trovavano nell'edificio colpito dal dirigibile.

## L'incidente
Attorno alle 16:55, mentre si trovava in volo sopra il Chicago Loop ad un'altezza di 1200 piedi (370 metri), l'idrogeno infiammabile presente all'interno del dirigibile prese fuoco. Appena si resero conto della caduta del dirigibile, il pilota, Jack Boettner, ed il capo-meccanico, Harry Wacker, si misero in salvo gettandosi con il paracadute. Il secondo meccanico, Carl Alfred Weaver, morì dopo che il suo paracadute prese fuoco, mentre il passeggero Earl H. Davenport (agente pubblicitario dello stesso parco divertimenti di White City) rimase impigliato con il suo paracadute ai cavi che tenevano sospesa la gondola del dirigibile al pallone; Davenport morì appena il dirigibile si schiantò. Il quinto occupante del dirigibile, il fotografo del Chicago Daily News Milton Norton, rimase gravemente ferito alle gambe dopo essere atterrato con il paracadute, ma morì più tardi in ospedale.

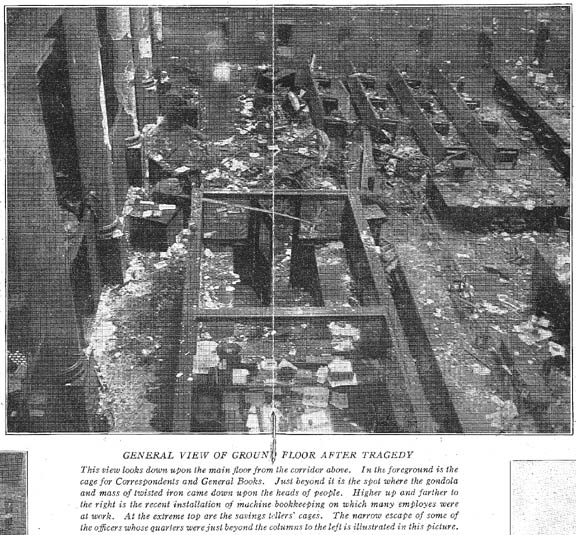
I resti del dirigibile all'interno della hall dell'Illinois Trust and Savings Bank.

Nel momento in cui il dirigibile si schiantò sull'Illinois Trust & Savings Bank (all'incrocio tra LaSalle Street e Jackson Boulevard), al suo interno si trovavano ben 150 impiegati della banca intenti a tornare a casa dopo la loro giornata di lavoro e che affollavano la hall dell'edificio. I resti del dirigibile colpirono quindi le finestre della hall provocando la morte di 10 impiegati ed il ferimento di ulteriori 27.

## Conseguenze
Oltre all'adozione, da parte della città di Chicago, di nuove regole per regolare l'aviazione sopra i suoi confini, l'incidente portò alla chiusura dell'area di decollo del Grant Park e la costruzione del Chicago Air Park.